# Barad (Syria)
Barad (arab. براد) – miejscowość w Syrii, w muhafazie Aleppo. W 2004 roku liczyła 1229 mieszkańców.